# Искусственное освещение растений
Для выращивания растений при искусственном освещении используются в основном электрические источники света, разработанные специально для стимуляции роста растений за счет излучения волн электромагнитного спектра, благоприятных для фотосинтеза. Источники фитоактивного освещения используются при полном отсутствии естественного света или при его недостатке. Например, зимой, когда продолжительности светового дня недостаточно для роста растений, искусственное освещение позволяет увеличить продолжительность их светового облучения.
Впервые применил в 1868 году керосиновые лампы для выращивания растений русский ботаник Андрей Фаминцын.
Искусственный свет должен обеспечивать тот спектр электромагнитного излучения, который растения в природе получают от солнца, или хотя бы такой спектр, который удовлетворял бы потребности выращиваемых растений. Уличные условия имитируются не только путём подбора цветовой температуры света и его спектральных характеристик, но и с помощью изменения интенсивности свечения ламп. В зависимости от вида выращиваемого растения, его стадии развития (прорастание, рост, цветение или созревание плодов), а также текущего фотопериода требуется особый спектр, световая отдача и цветовая температура источника света.

## Применение
Источники искусственного света применяются в садоводстве, при озеленении помещений, при выращивании посевного материала, в производстве пищи (включая гидропонику и выращивание водорослей). Несмотря на то, что большинство источников фитоактивного света разработаны для применения в промышленных масштабах, возможно их применение и в бытовых условиях.
Согласно закону обратных квадратов, интенсивность светового излучения падает обратно пропорционально квадрату расстояния до источника света. Если, например, расстояние до лампы увеличить в два раза, то интенсивность света, достигающего объект, уменьшится в четыре раза. Этот закон служит серьезным препятствием для садоводов, поэтому много усилий направлено на улучшение утилизации света. Фермеры используют всевозможные рефлекторы, позволяющие сконцентрировать свет на небольшой площади, стараются высаживать саженцы как можно ближе друг к другу, делают все для того, чтобы свет попадал как можно больше на растения, а не рассеивался в пространстве.
В качестве источников света можно использовать лампы накаливания, люминесцентные лампы (ЛЛ), газоразрядные лампы (ГР), индукционные лампы, а также светодиоды. В настоящее время профессионалами, в основном, используются газоразрядные и люминесцентные лампы. В помещениях теплиц обычно устанавливают натриевые лампы высокого давления (НЛВД) или металлогалогенные (МГ) лампы, последние, правда, все чаще стали заменять на люминесцентные в виду их большей эффективности и экономичности.
Металлогалогенные лампы иногда используют в первой (вегетативной) фазе роста растений, поскольку такие лампы излучают достаточное количество синего света, а синий свет способствует росту зелёной массы на первых стадиях развития растений; в то же время МГ-лампы имеют пик излучения в районе жёлтого цвета.
Натриевые лампы высокого давления используются во второй (репродуктивной) фазе роста, поскольку их излучение имеет красноватый оттенок. Красный спектр способствует цветению и образованию плодов. Если натриевые лампы использовать в стадии вегетативного роста, растения развиваются и растут быстрее, но при этом расстояния между междоузлиями у них больше и, в целом, растения оказываются выше.
Иногда в обоих периодах применяются МГ-лампы с добавлением красного спектра или НЛВД-лампы с добавлением синего спектра.